# Hoftoren

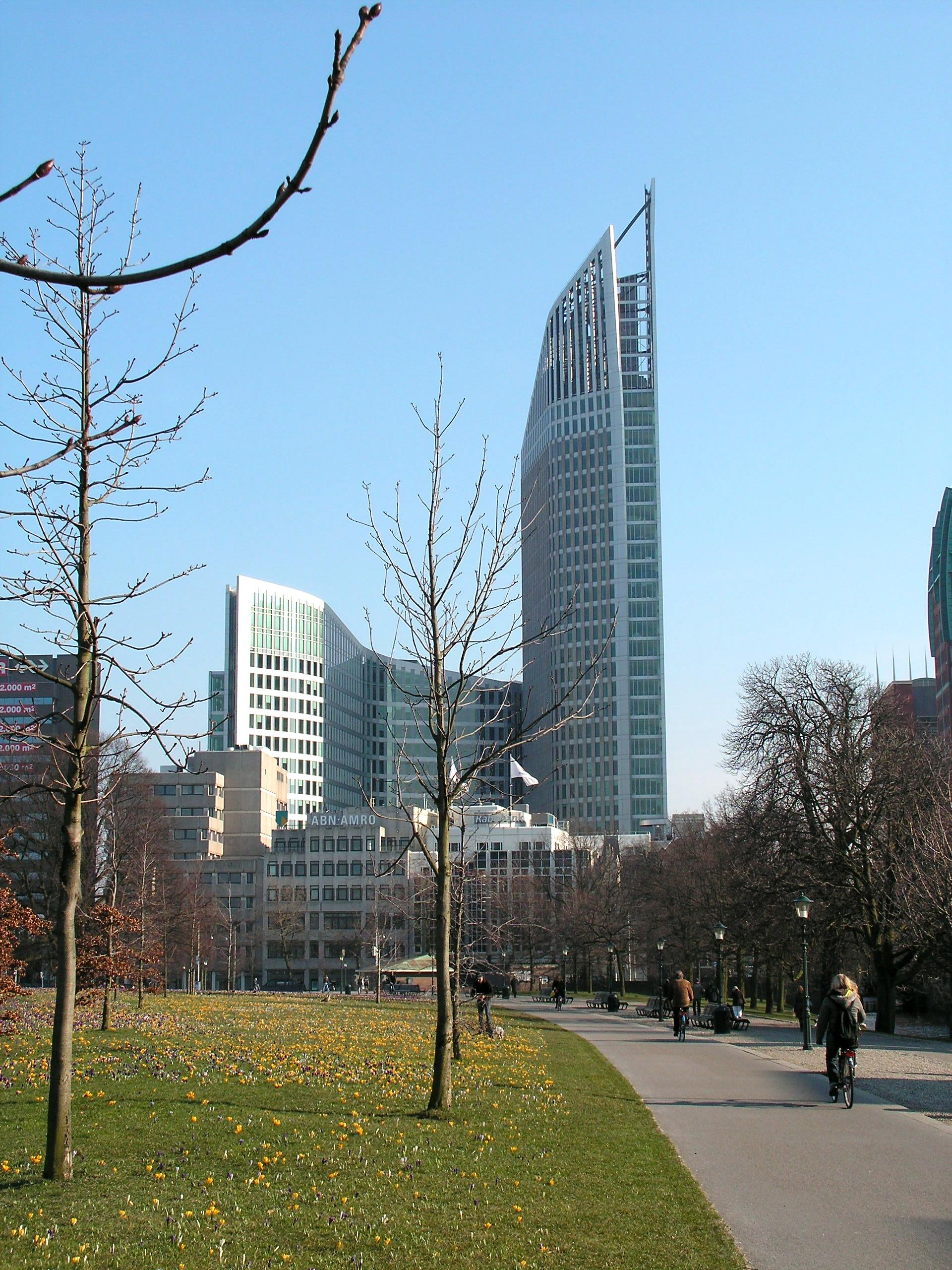
Vue de la Hoftoren.

La Hoftoren (en français : Tour de la cour) est un gratte-ciel de la ville de La Haye, aux Pays-Bas. Terminé en 2003, il culmine à 142 mètres et abrite actuellement le ministère de l'Éducation, de la Culture et de la Science. Il était jusqu'en 2012 le plus haut gratte-ciel de la ville, dépassé par les deux tours JuBi de 146 mètres. Le gratte-ciel est surnomé par les habitants de la ville le Stylo-plume (de vulpen) en raison de sa forme.